# المنظر (يريم)

تعديل مصدري - تعديل

المنظر هي إحدى قرى عزلة ارياب بمديرية يريم التابعة لمحافظة إب، بلغ تعداد سكانها 166 نسمة حسب تعداد اليمن لعام 2004.